# Catacauma garciae
Catacauma garciae är en svampart som beskrevs av Theiss. & Syd. 1915. Catacauma garciae ingår i släktet Catacauma och familjen Phyllachoraceae.   Inga underarter finns listade i Catalogue of Life.